# Feuer und Flamme (1982)
Feuer und Flamme (Originaltitel: Tout feu, tout flamme) ist ein französischer Spielfilm aus dem Jahr 1982 von Jean-Paul Rappeneau mit Yves Montand, Isabelle Adjani und Alain Souchon in den Hauptrollen. Die Filmmusik (Piano) schuf Michel Berger.

## Handlung

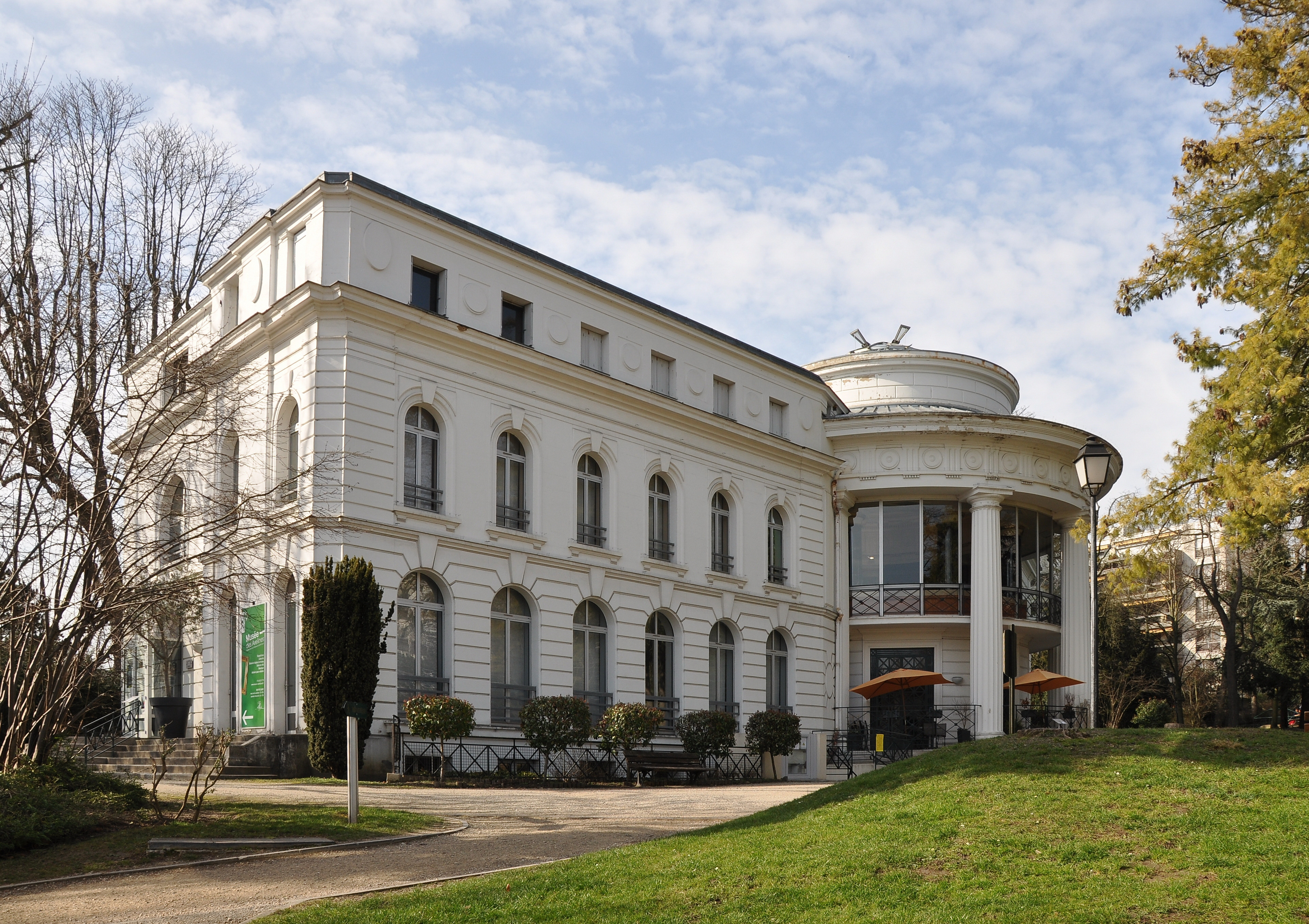
Das heutige Musée des Avelines

Der Witwer Victor Valance wollte in der Vergangenheit ein Casino in Montpellier eröffnen. Nachdem das Geschäft jedoch gescheitert war, verließ er Paris und ließ seine Mutter und seine drei unmündigen Töchter – Pauline, Delphine und Juliette – allein zurück, um Casinos auf den Bahamas und in Kanada zu eröffnen. Die älteste Tochter Pauline schloss zwischenzeitlich die École polytechnique ab, arbeitet jetzt als Mitarbeiterin des französischen Finanzministers und hat nun auch die gesamte Verantwortung für die ganze Familie inne. Jetzt kehrt Victor auch nach Paris zurück und überzeugt – ohne Wissen von Pauline – seine Mutter, ihm eine Vollmacht auszustellen, um das Mietshaus, in dem die ganze Familie lebt, zu verkaufen. Mit dem Erlös möchte er ein verwahrlostes Casino an den Ufern des Genfer Sees restaurieren. Als Pauline davon erfährt, versucht sie, das Projekt des Vaters mit allen Mitteln zu verhindern. Victor schließt Pauline in einem Zimmer im alten Casino ein, um die Geschäfte abzuschließen.
Nach dem Vertragsabschluss stellt sich jedoch heraus, dass Victor und sein Geschäftspartner Raoul Sarazin auf den Betrüger Monsieur Nash („Züricher Bank“) hereingefallen sind. Als Pauline davon erfährt, droht sie Nash mit der Justiz, der kurzerhand Victors Familie in die Schweiz entführen lässt, um damit Victor zu erpressen. Victor und Pauline entkommen dem Entführungsversuch durch italienische Gangster. Raoul informiert die Schweizer Polizei, die die ganze Familie befreit. Schließlich hilft Pauline, das Casino mit Geldern aus England zu finanzieren, gibt ihren Beruf auf und übernimmt das Geschäft im Casino.

## Dreharbeiten
Die Dreharbeiten fanden in einem Gebäude in Saint-Cloud statt, das 1935 durch den Pharmazeuten, Industriellen und Kunstsammler Alfred Daniel-Brunet (1882–1943) erbaut wurde. Es beherbergt heute das Musée municipal des Avelines.

## Kritiken
Hans-Christoph Blumenberg von der Zeit sah in Feuer und Flamme „ein arg betuliches Familien-Lustspiel“ und ein „aufgeregtes Zutaten-Kino, das man von einem so intelligenten Cineasten wie Rappeneau wahrlich nicht erwartet hätte“. Das Lexikon des internationalen Films fand, dass der Film in erster Linie „vom Spiel der beiden Protagonisten [lebt]“. Auch sie seien allerdings nicht in der Lage, „dem leichtgewichtigen Stoff durchgängiges Interesse zu sichern“.